# جون بيربونت مورجان (ابن)
جون بيربونت مورجان (بالإنجليزية: John Pierpont "Jack" Morgan Jr)‏ هو صاحب بنك أمريكي وعامل في المجال الخيري. أبوه جون بيربونت مورجان توفي عام 1913.

## مساره المهني

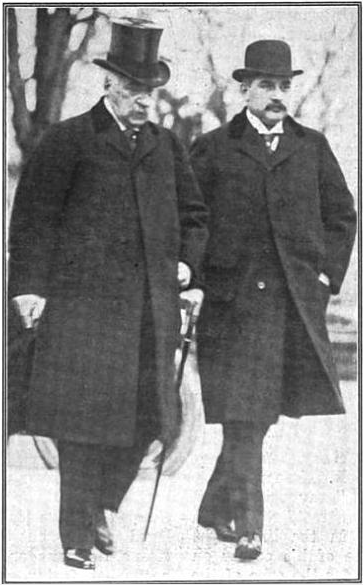
Jack Morgan walking alongside his father J. P. Morgan in the last known photograph of the two together (ca. 1913)

### الحرب العالمية الأولى
أدى مورغان جزءا مهما من التمويل الذي احتاجته الحرب العالمية الأولى.

### ما بعد الحرب
انظر إلى فرانكلين روزفلت.

## روابط خارجية
- جون بيربونت مورجان على موقع الموسوعة البريطانية (الإنجليزية)
- جون بيربونت مورجان على موقع إن إن دي بي (الإنجليزية)